# Steve Williams (animateur)
Steve « Spaz » Williams est un producteur, réalisateur et animateur américano-canadien né le 4 juillet 1963 à Toronto en Ontario.

## Filmographie

### Réalisateur
- 2006 : The Wild
- 2022 : Rainbow: The Legend of Spirit Bear

### Producteur
- 2021 : The Conquest: William the Conqueror
- 2022 : Rainbow: The Legend of Spirit Bear
- 2022 : Nexxus

### Animateur et effets visuels
- 1988-1989 : War of the Worlds (11 épisodes)
- 1989 : Abyss
- 1990 : À la poursuite d'Octobre rouge
- 1991 : Terminator 2 : Le Jugement dernier
- 1993 : Jurassic Park
- 1994 : The Mask
- 1995 : Jumanji
- 1996 : L'Effaceur
- 1997 : Spawn
- 1999 : Star Wars, épisode I : La Menace fantôme
- 2022 : The Pink Panther